# Northrop Grumman B-21 Raider
El Northrop Grumman B-21 Raider es un bombardero estratégico estadounidense en desarrollo para la Fuerza Aérea de los Estados Unidos (USAF), fabricado por Northrop Grumman. Como parte del programa Bombardero de Ataque de Largo Alcance (Long Range Strike Bomber, LRS-B), será un bombardero estratégico intercontinental 'stealth' (furtivo) de largo alcance para la USAF, capaz de transportar armas convencionales y termonucleares. La Fuerza Aérea pretende que el B-21 reemplace al B-1 Lancer y al B-2 Spirit para 2040, y posiblemente al B-52 Stratofortress después de eso.
La Fuerza Aérea comenzó a planificar el B-21 en 2011 y otorgó el principal contrato de desarrollo en 2015. El B-21 realizó su primer vuelo el 10 de noviembre de 2023, y se espera que entre en servicio en 2027.
Muchos aspectos del programa B-21 son información clasificada; el programa se designa como un programa de acceso especial. El Servicio de Investigación del Congreso señaló en 2021 que los detalles y especificaciones técnicas del B-21, como la velocidad, los sistemas habilitadores, "el tamaño, el sigilo requerido, la estructura, la cantidad y el tipo de motores, las armas proyectadas y los sensores a bordo permanecen clasificados", aunque se ha hecho pública alguna información sobre varios otros aspectos del programa desde 2015. Las primeras fotos de la aeronave se publicaron el 2 de diciembre de 2022, tomadas durante una ceremonia de lanzamiento en las instalaciones de producción de Northrop Grumman en Palmdale (California).

## Desarrollo

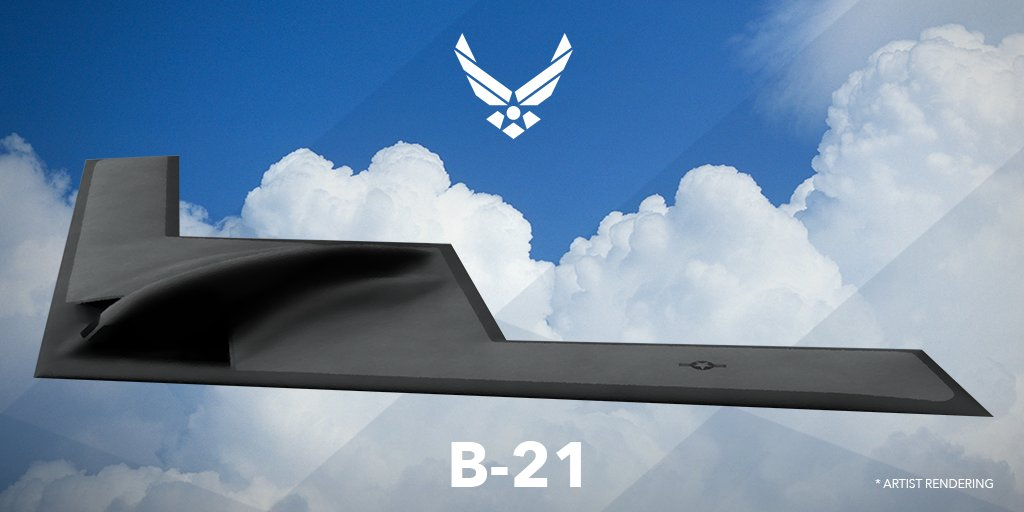
Representación gráfica del B-21.

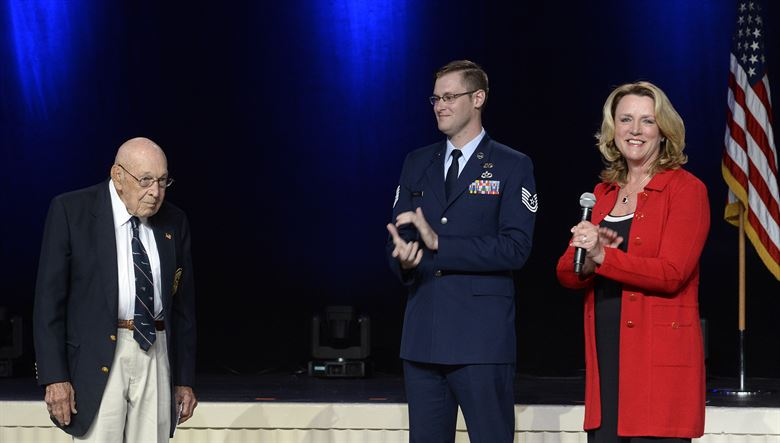
Richard E. Cole (izquierda), entonces el último superviviente de la incursión Doolittle, anuncia el nombre del B-21 con la secretaria de la Fuerza Aérea Deborah Lee James (derecha), durante la conferencia de la Asociación de la Fuerza Aérea el 19 de septiembre de 2016.

El programa clasificado Bombardero de Ataque de Largo Alcance (Long Range Strike Bomber, LRS-B) comenzó en 2011, y la Fuerza Aérea de los Estados Unidos emitió una solicitud de propuestas para desarrollar un avión tipo LRS-B en julio de 2014. Se adjudicó un contrato de desarrollo a Northrop Grumman en octubre de 2015. Boeing y Lockheed Martin, que presentaron ofertas perdedoras para el proyecto, presentaron protestas a la licitación; en octubre de 2016, la Oficina de Responsabilidad Gubernamental (GAO) rechazó las reclamaciones y sostuvo la decisión de la USAF de otorgar el contrato LRS-B a Northrop Grumman. El informe de la GAO reveló que el coste fue el factor decisivo en la selección de Northrop Grumman sobre el equipo Boeing-Lockheed Martin.
La gestión y adquisición del programa B-21 está siendo supervisada por la Oficina de Capacidades Rápidas de la Fuerza Aérea, en lugar del proceso tradicional de adquisiciones militares. Sin embargo, el programa B-21 sigue estando sujeto a los requisitos de presentación de informes de Nunn-McCurdy al Congreso estadounidense.
Un informe de los medios de comunicación de 2015 dijo que la Fuerza Aérea quería que el bombardero también funcionara como un avión de reconocimiento, un mando de combate y un avión interceptor. En 2016, la entonces secretaria de la Fuerza Aérea, Deborah Lee James, dijo que el B-21 sería una "plataforma de ataque de precisión global de quinta generación" con capacidad de guerra centrada en redes. Northrop Grumman describe el B-21 como "el primer avión de sexta generación del mundo".
En el Simposio de Guerra Aérea de 2016, los funcionarios de la Fuerza Aérea anunciaron que el LRS-B se designaría formalmente como "B-21" porque el avión sería el primer bombardero del siglo xxi. En septiembre de 2016, funcionarios de la Fuerza Aérea anunciaron que el B-21 se llamaría "Raider" en honor a los Doolittle Raiders (los pilotos de la incursión Doolittle). El teniente coronel retirado Richard E. Cole, entonces el último miembro vivo de la incursión Doolittle, estuvo presente en la ceremonia de nombramiento en la conferencia de la Asociación de la Fuerza Aérea.
En marzo de 2016, la USAF anunció siete proveedores de primer nivel para el programa: Pratt & Whitney, BAE Systems, Spirit AeroSystems, Orbital ATK, Rockwell Collins, GKN Aerospace y Janicki Industries.
En 2016, el gerente del programa F-35, Chris Bogdan, dijo que los motores del B-21 serían lo suficientemente similares al motor Pratt & Whitney F135 del F-35 para reducir su coste.
El programa completó su revisión crítica de diseño en diciembre de 2018.
En enero de 2020, los oficiales de la Fuerza Aérea y Northrop Grumman lanzaron nuevas representaciones del B-21, que muestran las distintivas entradas al ras y combinadas y el diseño del tren de aterrizaje principal de dos ruedas. El dibujo parecía mostrar un avión más pequeño y ligero que el B-2.
En septiembre de 2022, la USAF anunció que el B-21 se presentaría a principios de diciembre de 2022 en las instalaciones de producción de Northrop Grumman en Palmdale, California. La ceremonia tuvo lugar el 2 de diciembre de 2022. En la inauguración, la directora ejecutiva de Northrop, Kathy Warden, dijo que el B-21 está diseñado con una arquitectura modular de sistemas abiertos para permitir actualizaciones fáciles, y potencialmente, la capacidad de exportar componentes a compradores extranjeros. Warden dijo que las operaciones internas del B-21 eran "extremadamente avanzadas en comparación con el B-2" y que el B-21 era un poco más pequeño que el B-2, con un alcance mayor.

### Producción y montaje

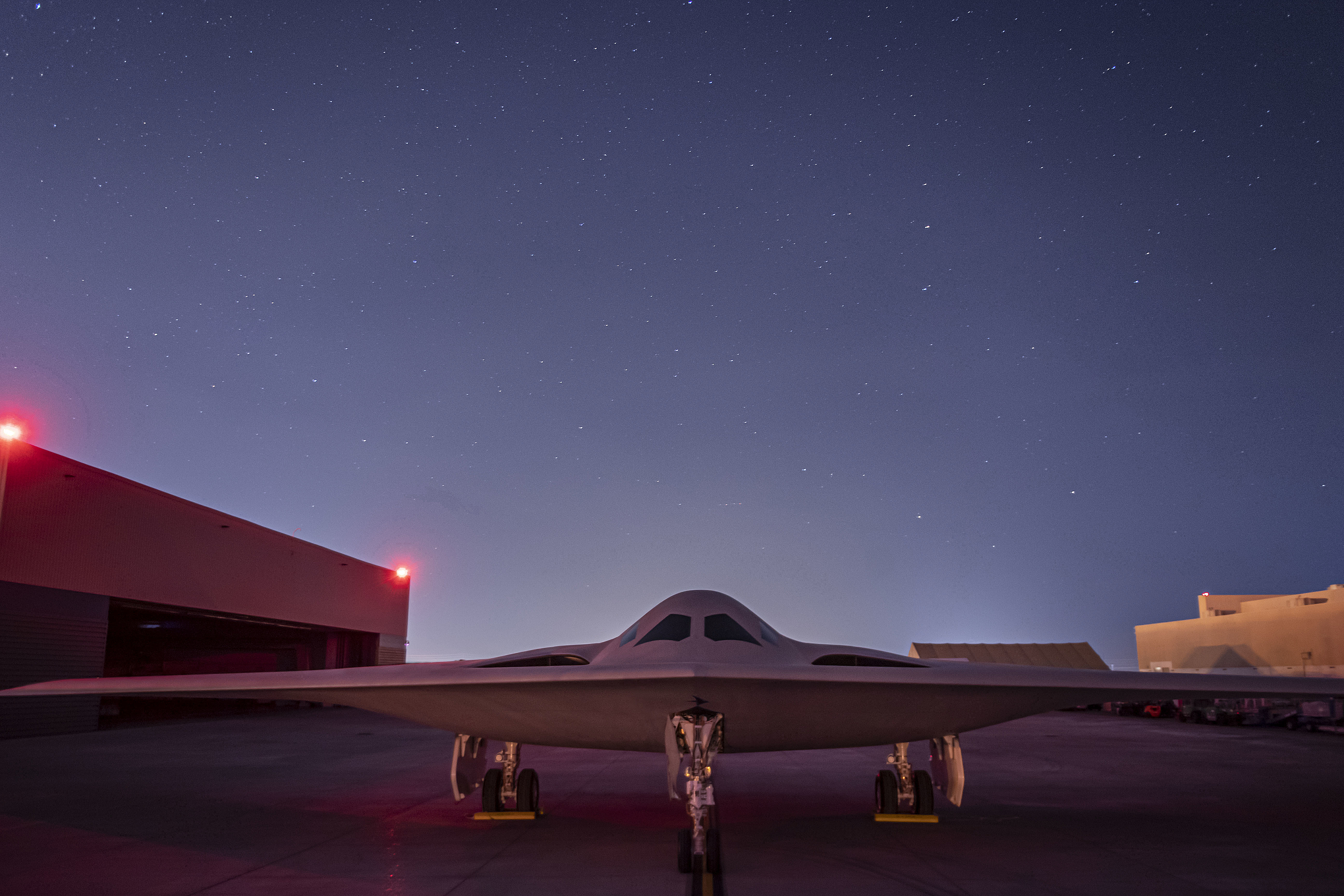
El primer B-21 en la planta 42 de Northrop en Palmdale, California, 29 de noviembre de 2022.

En febrero de 2016, el jefe del Mando de Ataque Global de la Fuerza Aérea dijo que esperaba que el servicio realizara un pedido inicial de 100 B-21 y aumentara hasta una flota completa de 175 a 200 aparatos. En 2017, dos estudios de la USAF sugirieron que la Fuerza Aérea podría aumentar su compra inicial de 80 a 100 hasta 145 aviones.
El ensamblaje del B-21 se lleva a cabo en la Planta 42 de la Fuerza Aérea de los Estados Unidos cerca de Palmdale, California, en la misma instalación que Northrop Grumman usó durante las décadas de 1980 y 1990 para construir bombarderos B-2.
En enero de 2017, Northrop Grumman recibió una modificación de contrato de 35,8 millones de dólares para una gran instalación de revestimientos en la Planta 42, que se completará a finales de 2019; el anuncio del contrato no mencionaba específicamente al B-21, pero la instalación probablemente estaba destinada al revestimiento sigiloso del mismo. Para el verano de 2019, se informó que la construcción del primer avión estaba en marcha. A principios de 2021, varios medios de comunicación informaron que, a medida que se acercaba la finalización del primer B-21, había comenzado la construcción de la segunda unidad.
En una audiencia en el Congreso en junio de 2021, Darlene Costello, Subsecretaria Interina de Adquisición, Tecnología y Logística de la Fuerza Aérea, confirmó que los dos primeros B-21 estaban en construcción en la Planta 42.
En febrero de 2022, se estaban construyendo seis B-21. El primer B-21 se trasladó a una instalación de calibración el mes siguiente. Alrededor de 8.000 empleados de Northrop Grumman habían trabajado en el programa con más de 400 proveedores de al menos 40 estados diferentes.
En septiembre de 2023, los funcionarios del programa dijeron que se estaban realizando pruebas de motor y combustible antes del primer vuelo previsto para finales de año. El primer vuelo de prueba del B-21 tuvo lugar el 10 de noviembre de 2023 en la Planta 42 de la Fuerza Aérea en Palmdale, California.

### Costes del programa

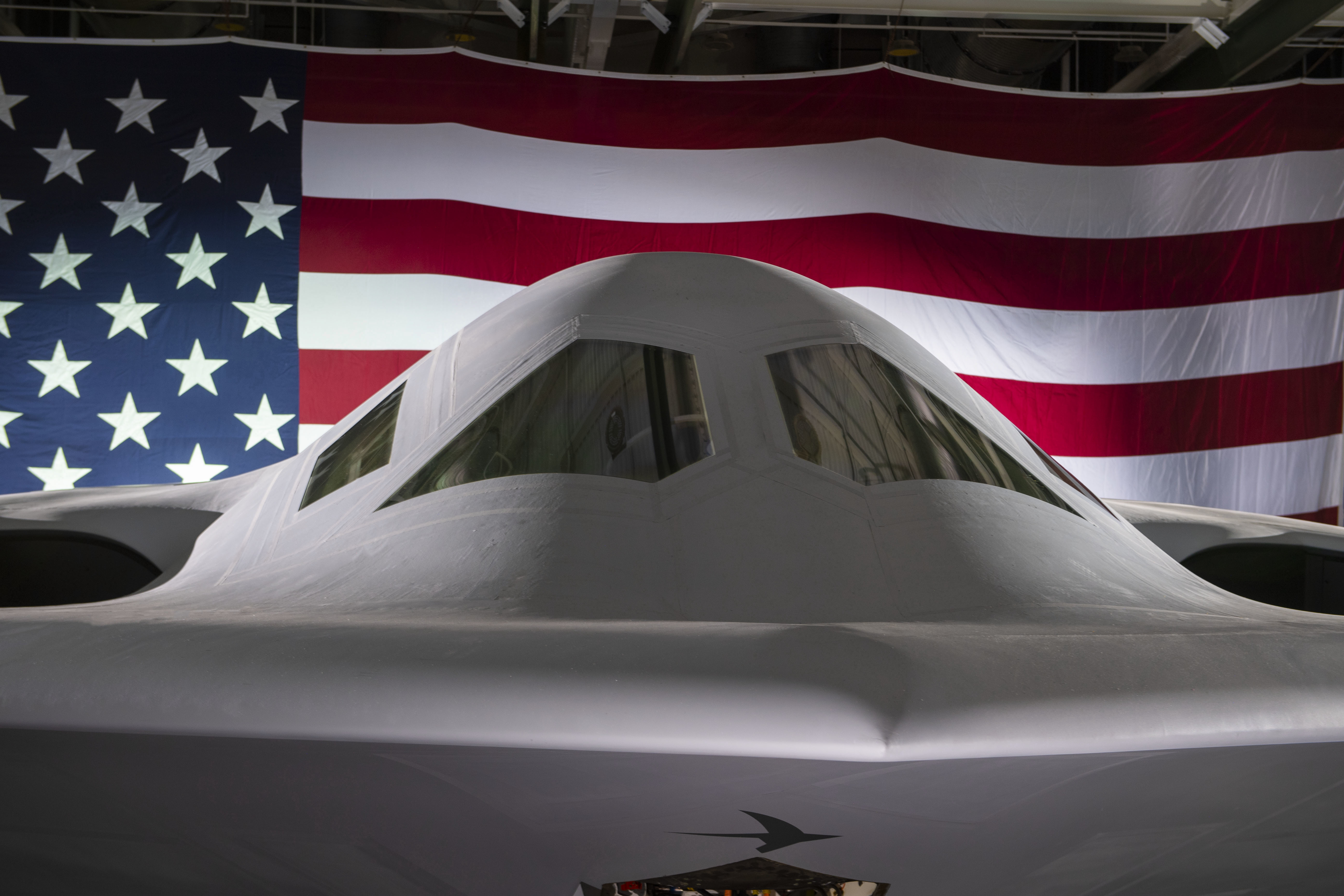
Las ventanas de la cabina del B-21 son exclusivas de la aeronave y están diseñadas para eliminar juntas y costuras para minimizar su sección radar equivalente.

En julio de 2016, la USAF dijo que no publicaría el coste estimado del contrato B-21 de Northrop, afirmando que el número revelaría demasiada información sobre el proyecto clasificado a posibles adversarios. El Comité de Servicios Armados del Senado también votó para no divulgar públicamente el coste del programa, restringiendo la información a los comités de defensa del Congreso, a pesar de las objeciones de un grupo bipartidista de legisladores encabezado por el presidente del comité, el Senador John McCain. Las revisiones propuestas por McCain a la Ley de Autorización de la Defensa Nacional para el año fiscal 2017 habrían reducido la autorización para el programa B-21 en 302 millones de dólares "debido a un valor de adjudicación del contrato inferior al esperado", al tiempo que "establece estrictos umbrales de referencia del programa B-21 y de control de costes y requiere informes trimestrales de rendimiento del programa" y "divulgación del valor total de adjudicación del contrato de desarrollo de ingeniería y fabricación". Las versiones de la NDAA de 2017 aprobadas inicialmente por la Cámara y el Senado habría requerido la divulgación pública del coste total del B-21, pero esta disposición se eliminó en la versión final del informe de la conferencia.
En diciembre de 2022, el coste de un avión B-21 se estimó en 700 millones de dólares; en ese momento, los funcionarios de la Fuerza Aérea estimaron que gastarían al menos 203 mil millones de dólares durante 30 años para desarrollar, comprar y operar una flota de 100 B-21.

### Mantenimiento, sostenimiento y operación
El mantenimiento y el sostenimiento del B-21 serán coordinados por la Base de la Fuerza Aérea Tinker, Oklahoma, mientras que la Base de Edwards de la Fuerza Aérea, California, dirigirá las pruebas y la evaluación. Se espera que el B-21 opere desde bases que actualmente albergan bombarderos pesados, como la Base de la Fuerza Aérea Dyess, Texas; Base de la Fuerza Aérea Ellsworth, Dakota del Sur; y la Base de la Fuerza Aérea Whiteman, Misuri. En marzo de 2019, Ellsworth fue seleccionada como base para albergar la primera unidad operativa del B-21 y la primera unidad de entrenamiento.

### Papel planificado en la flota
El B-21 está programado para reemplazar en el año 2040 a los 45 bombarderos estratégicos B-1 de la Fuerza Aérea de Estados Unidos, que datan de la década de 1980, y a los 20 bombarderos estratégicos B-2, que datan de la década de 1990. El B-21 también puede eventualmente reemplazar al B-52, que está programado para permanecer en servicio durante muchas décadas.

### Posibles proyectos relacionados

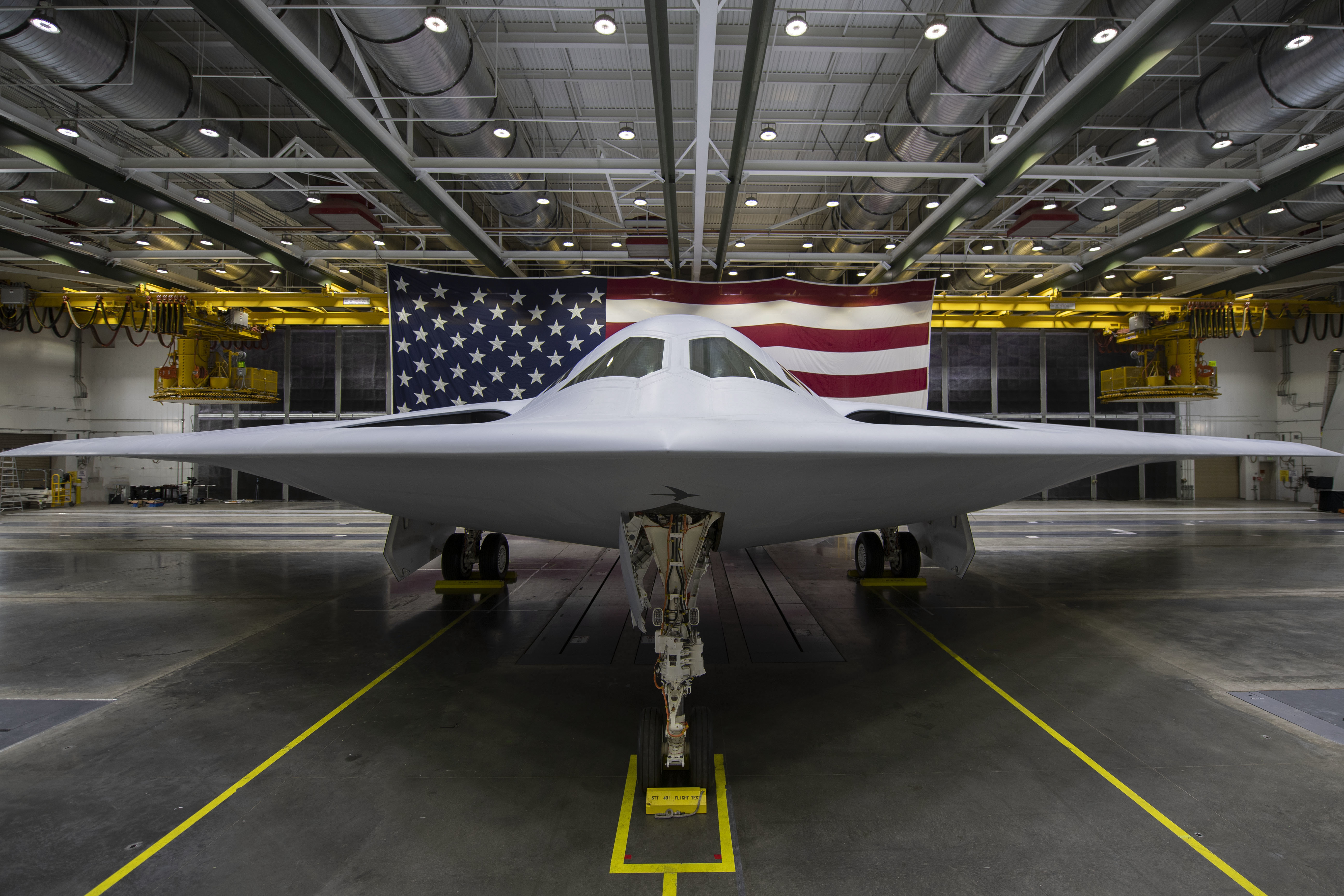
Vista frontal del B-21.

En marzo de 2022, el secretario de la Fuerza Aérea, Frank Kendall III, planteó la posibilidad de que un avión no tripulado bombardero trabajara con el bombardero, pero la idea se abandonó más tarde porque no ahorraría mucho dinero para producir un avión no tripulado tan grande.
La USAF también planea adquirir un nuevo caza de largo alcance de su programa Dominio del aire de próxima generación (Next Generation Air Dominance), conocido como FX o "Penetrating Counter-Air", para escoltar al B-21 profundamente en territorio enemigo y ayudarlo a sobrevivir a las defensas aéreas enemigas y cazas interceptores.

### Posible interés australiano
En diciembre de 2022, un informe del Instituto de Política Estratégica de Australia abogó por la adquisición de varios B-21 Raider para permitir que Australia tenga una mayor capacidad de ataque de largo alcance.
El informe establece que un B-21 podría volar 2500 millas (4000 km) sin recargar combustible mientras lleva más municiones, en comparación con el alcance máximo de 930 millas (1500 km) de los aviones de combate F-35 de la Real Fuerza Aérea Australiana (RAAF), que requieren repostaje para el vuelo aire-aire. Un solo B-21 también puede generar el mismo impacto que varios F-35A. Además, el B-21 puede atacar objetivos desde bases aéreas seguras ubicadas en el sur de Australia, con mayor proximidad a más personal, combustible y municiones.
Durante las conversaciones bilaterales celebradas en agosto de 2022, se informó que Estados Unidos podría permitir que Australia adquiera el B-21. Cuando se le preguntó si Estados Unidos consideraría permitir que Australia se uniera al desarrollo del bombardero B-21, el secretario de la Fuerza Aérea, Frank Kendall, afirmó que "no creo que haya ninguna limitación fundamental en las áreas en las que podemos cooperar. Si Australia tuviera un requisito para un ataque de largo alcance, entonces estaríamos dispuestos a tener una conversación con ellos sobre eso". Sin embargo, la Revisión Estratégica de Defensa publicada por el Gobierno australiano el 24 de abril de 2023 declaró que el B-21 no se consideraba una opción adecuada para la adquisición. En cambio, Australia invertirá en la actualización de sus F-35A y F/A-18F a las últimas configuraciones del Bloque 4 y Bloque III, respectivamente, para permitir que ambos aviones puedan lanzar el AGM-158C LRASM y el Joint Strike Missile (misil de ataque conjunto).

### Primer vuelo y pruebas

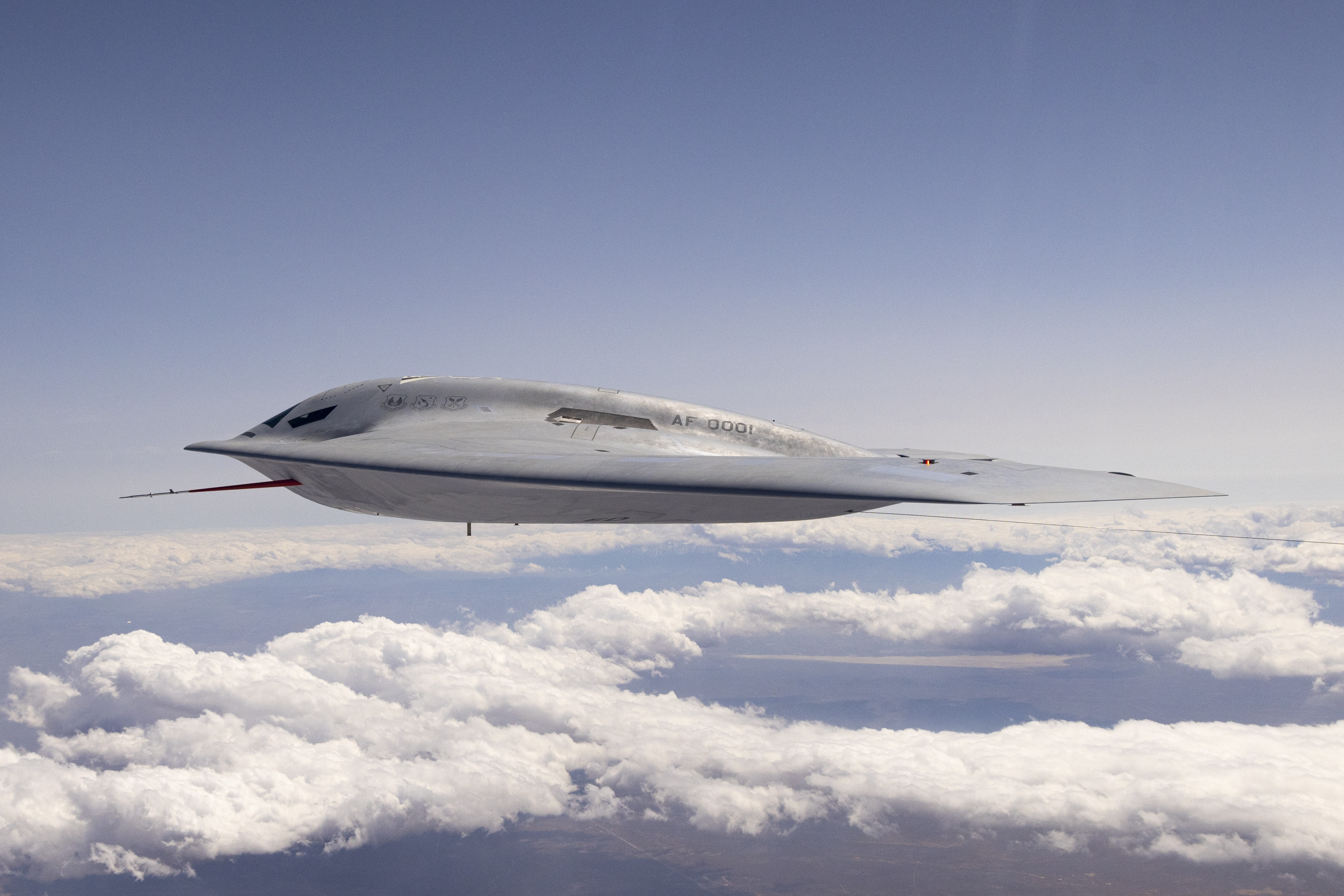
B-21 (AF 0001) volando en 2024.

El primer prototipo del B-21 realizó su vuelo inaugural el 10 de noviembre de 2023. El programa de pruebas está gestionado por la Fuerza de Pruebas Combinadas del B-21 del Centro de Pruebas de la Fuerza Aérea y del Ala de Pruebas 412, incluido el personal de Northrop Grumman. Para septiembre de 2024, tres aviones de prueba estaban en servicio: uno realizaba una o dos pruebas de vuelo por semana y los otros participaban en pruebas en tierra.

## Aeronaves relacionadas

### Desarrollos relacionados
- Northrop Grumman B-2 Spirit
- Northrop Grumman X-47B

### Aeronaves similares
- Xian H-20
- Sukhoi PAK DA

### Secuencias de designación
- Secuencia B-_ (Bombarderos estadounidenses, designaciones no secuenciales, 1962-presente): B-21 - FB-111A